# Copidoris dimorpha
Copidoris dimorpha är en fjärilsart som beskrevs av Edward Meyrick 1907. Copidoris dimorpha ingår i släktet Copidoris och familjen plattmalar. Inga underarter finns listade i Catalogue of Life.